# Elecciones estatales de Nayarit de 2017
Las elecciones estatales de Nayarit de 2017 se llevaron a cabo el domingo 4 de junio de 2017, y en ellas fueron renovados los titulares de los siguientes cargos de elección popular del estado mexicano de Nayarit:
- Gobernador de Nayarit. Titular del Poder Ejecutivo del estado, electo para un periodo de cuatro años, por única ocasión para empatar con las elecciones a nivel nacional. Normalmente debe de durar seis años. El candidato electo fue Antonio Echevarría García
- 20 ayuntamientos. Compuestos por un Presidente Municipal y regidores, electos para un periodo de cuatro años, no reelegibles para el periodo inmediato, pero sí reelegibles del periodo anterior. Esto es por única ocasión para empatar con las elecciones a nivel nacional. Normalmente debe de durar tres años sin posibilidad de reelección sucesiva.
- 30 Diputados al Congreso del Estado. 18 electos por mayoría relativa en cada uno de los Distritos Electorales y 12 elegidos por representación plurinominal.

## Ayuntamientos
| Partido/Alianza | Partido/Alianza | Municipios |
| --------------- | --- | ---------- |
|                 | Coalición "Juntos por Ti" Partido Acción Nacional Partido de la Revolución Democrática Partido del Trabajo Partido de la Revolución Socialista | 10         |
|                 | Partido Revolucionario Institucional | 6          |
|                 | Partido Verde Ecologista de México | 0          |
|                 | Movimiento Ciudadano | 2          |
|                 | Nueva Alianza | 0          |
|                 | Movimiento de Regeneración Nacional | 1          |
|                 | Partido Encuentro Social | 1          |
|                 | Independientes | 0          |
| Fuente:         | |            |

## Ayuntamientos electos
| Municipio            | Candidato electo                   | Partido/Coalición/Independiente |
| -------------------- | ---------------------------------- | --- |
| Acaponeta            | José Humberto Arellano Núñez       | Movimiento de Regeneración Nacional |
| Ahuacatlán           | Agustín Godínez Villegas           | Partido Revolucionario Institucional |
| Amatlán de Cañas     | Saúl Parra Ramírez                 | Partido Encuentro Social |
| Bahía de Banderas    | Jaime Alonso Cuevas Tello          | Coalición "Juntos por Ti" Partido Acción Nacional Partido de la Revolución Democrática Partido del Trabajo Partido de la Revolución Socialista de Nayarit |
| Compostela           | Gloria Elizabeth Núñez Sánchez     | Coalición "Juntos por Ti" Partido Acción Nacional Partido de la Revolución Democrática Partido del Trabajo Partido de la Revolución Socialista de Nayarit |
| Huajicori            | Gabriela Yajayra Guzmán González   | Partido Revolucionario Institucional |
| Ixtlán del Río       | Juan Enrique Parra Pérez           | Movimiento Ciudadano |
| Jala                 | Carlos Rafael Carrillo Rodríguez   | Partido Revolucionario Institucional |
| Del Nayar            | Adán Fausto Arellano               | Coalición "Juntos por Ti" Partido Acción Nacional Partido de la Revolución Democrática Partido del Trabajo Partido de la Revolución Socialista de Nayarit |
| Rosamorada           | Juan Gregorio Ramírez Ruíz         | Coalición "Juntos por Ti" Partido Acción Nacional Partido de la Revolución Democrática Partido del Trabajo Partido de la Revolución Socialista de Nayarit |
| Ruiz                 | Jesús Guerra Hernández             | Coalición "Juntos por Ti" Partido Acción Nacional Partido de la Revolución Democrática Partido del Trabajo Partido de la Revolución Socialista de Nayarit |
| San Blas             | Candy Anisoara Yescas Blancas      | Partido Revolucionario Institucional |
| San Pedro Lagunillas | Patricia Peña Plancarte            | Coalición "Juntos por Ti" Partido Acción Nacional Partido de la Revolución Democrática Partido del Trabajo Partido de la Revolución Socialista de Nayarit |
| Santa María del Oro  | Ana María Isiordia López           | Partido Revolucionario Institucional |
| Santiago Ixcuintla   | José Rodrigo Ramírez Mojarro       | Coalición "Juntos por Ti" Partido Acción Nacional Partido de la Revolución Democrática Partido del Trabajo Partido de la Revolución Socialista de Nayarit |
| Tecuala              | Heriberto López Rojas              | Partido Revolucionario Institucional |
| Tepic                | Francisco Javier Castellón Fonseca | Coalición "Juntos por Ti" Partido Acción Nacional Partido de la Revolución Democrática Partido del Trabajo Partido de la Revolución Socialista de Nayarit |
| Tuxpan               | José Octavio Olague Avena          | Coalición "Juntos por Ti" Partido Acción Nacional Partido de la Revolución Democrática Partido del Trabajo Partido de la Revolución Socialista de Nayarit |
| Xalisco              | Nadia Alejandra Ramírez López      | Coalición "Juntos por Ti" Partido Acción Nacional Partido de la Revolución Democrática Partido del Trabajo Partido de la Revolución Socialista de Nayarit |
| La Yesca             | Ignacio Flores Medina              | Movimiento Ciudadano |

### Ayuntamiento de Tepic
|  | 29.19 % |

|  | 16.59 % |

|  | 1.92 % |

|  | 2.36 % |

|  | 1.38 % |

|  | 9.47 % |

|  | 0.72 % |

|  | 14.64 % |

|  | 1.32 % |

|  | 19.63 % |

|  | 0.24 % |

|  | 2.47 % |

|  | 100.00 % |

### Ayuntamiento de Acaponeta
|  | 18.49 % |

|  | 25.54 % |

|  | 3.54 % |

|  | 1.90 % |

|  | 1.17 % |

|  | 39.26 % |

|  | 1.79 % |

|  | 4.01 % |

|  | 0.55 % |

|  | 3.70 % |

|  | 100.00 % |

### Ayuntamiento de Ahuacatlán
|  | 24.78 % |

|  | 35.83 % |

|  | 26.37 % |

|  | 0.32 % |

|  | 2.80 % |

|  | 7.58 % |

|  | 0.02 % |

|  | 2.26 % |

|  | 100.00 % |

### Ayuntamiento de Bahía de Banderas
|  | 37.98 % |

|  | 35.83 % |

|  | 28.85 % |

|  | 8.87 % |

|  | 1.26 % |

|  | 2.85 % |

|  | 16.23 % |

|  | 0.33 % |

|  | 2.89 % |

|  | 100.00 % |

### Ayuntamiento de Compostela
|  | 37.95 % |

|  | 26.72 % |

|  | 1.30 % |

|  | 6.90 % |

|  | 1.04 % |

|  | 12.13 % |

|  | 8.52 % |

|  | 0.17 % |

|  | 3.49 % |

|  | 100.00 % |

### Ayuntamiento de Huajicori
|  | 16.46 % |

|  | 39.81 % |

|  | 2.36 % |

|  | 0.58 % |

|  | 38.86 % |

|  | 0.00 % |

|  | 3.46 % |

|  | 100.00 % |

### Ayuntamiento de Ixtlán del Río
|  | 29.90 % |

|  | 12.00 % |

|  | 13.69 % |

|  | 33.03 % |

|  | 0.34 % |

|  | 1.92 % |

|  | 1.36 % |

|  | 1.51 % |

|  | 3.83 % |

|  | 0.09 % |

|  | 3.80 % |

|  | 100.00 % |

### Ayuntamiento de Jala
|  | 34.44 % |

|  | 35.75 % |

|  | 0.44 % |

|  | 7.91 % |

|  | 13.22 % |

|  | 2.61 % |

|  | 0.53 % |

|  | 2.50 % |

|  | 0.00 % |

|  | 2.56 % |

|  | 100.00 % |

### Ayuntamiento de Del Nayar
|  | 51.53 % |

|  | 17.06 % |

|  | 2.92 % |

|  | 4.77 % |

|  | 1.26 % |

|  | 5.13 % |

|  | 2.07 % |

|  | 8.92 % |

|  | 0.80 % |

|  | 0.01 % |

|  | 5.48 % |

|  | 100.00 % |

### Ayuntamiento de Rosamorada
|  | 25.91 % |

|  | 24.67 % |

|  | 0.60 % |

|  | 1.40 % |

|  | 24.23 % |

|  | 13.08 % |

|  | 0.80 % |

|  | 5.88 % |

|  | 0.30 % |

|  | 3.37 % |

|  | 100.00 % |

### Ayuntamiento de Ruíz
|  | 58.58 % |

|  | 29.00 % |

|  | 5.52 % |

|  | 2.45 % |

|  | 0.61 % |

|  | 1.16 % |

|  | 0.02 % |

|  | 2.62 % |

|  | 100.00 % |

### Ayuntamiento de San Blas
|  | 21.76 % |

|  | 24.02 % |

|  | 1.85 % |

|  | 04.37 % |

|  | 14.58 % |

|  | 6.92 % |

|  | 1.37 % |

|  | 1.51 % |

|  | 18.73 % |

|  | 0.01 % |

|  | 4.81 % |

|  | 100.00 % |

### Ayuntamiento de San Pedro Lagunillas
|  | 39.79 % |

|  | 22.16 % |

|  | 13.85 % |

|  | 1.28 % |

|  | 0.29 % |

|  | 8.39 % |

|  | 18.73 % |

|  | 0.01 % |

|  | 4.81 % |

|  | 100.00 % |

### Ayuntamiento de Santa María del Oro
|  | 24.70 % |

|  | 28.31 % |

|  | 10.66 % |

|  | 1.28 % |

|  | 0.45 % |

|  | 20.36 % |

|  | 0.14 % |

|  | 4.87 % |

|  | 100.00 % |

### Ayuntamiento de Santiago Ixcuintla
|  | 51.10 % |

|  | 28.51 % |

|  | 1.82 % |

|  | 02.61 % |

|  | 1.33 % |

|  | 6.65 % |

|  | 0.75 % |

|  | 3.46 % |

|  | 0.19 % |

|  | 3.54 % |

|  | 100.00 % |

### Ayuntamiento de Tecuala
|  | 20.87 % |

|  | 32.97 % |

|  | 1.97 % |

|  | 4.16 % |

|  | 2.39 % |

|  | 5.06 % |

|  | 0.56 % |

|  | 26.93 % |

|  | 0.81 % |

|  | 4.23 % |

|  | 100.00 % |

## Diputados
| Partido/Coalición        | Partido/Coalición | Mayoría relativa | Proporcional | Total |
| ------------------------ | --- | ---------------- | ------------ | ----- |
|                          | Coalición "Juntos por Ti" Partido Acción Nacional Partido de la Revolución Democrática Partido del Trabajo Partido de la Revolución Socialista | 15               | 0            | 15    |
|                          | Partido Revolucionario Institucional | 1                |              | 1     |
|                          | Coalición "Nayarit de Todos" Partido Revolucionario Institucional Partido Verde Ecologista de México Nueva Alianza                             | 1                | N/A          | 1     |
|                          | Partido Verde Ecologista de México | 0                |              | 0     |
|                          | Movimiento Ciudadano | 0                | 0            | 0     |
|                          | Nueva Alianza | 0                | 0            | 0     |
|                          | Movimiento de Regeneración Nacional | 1                | 0            | 1     |
|                          | Partido Encuentro Social | 0                | 0            | 0     |
| Candidato independiente. | Independientes | 0                | 0            | 0     |
| Total                    | Total | Total            | Total        | 18    |
| Fuente:                  | |                  |              |       |

| Distrito | Cabecera            | Nombre                           | Partido |
| -------- | ------------------- | -------------------------------- | ------- |
| I        | Acaponeta           | Manuel Ramón Salcedo Osuna       |         |
| II       | Tecuala             | Lucio Santana Zúñiga             |         |
| III      | Jesús María         | Librado Casas Ledezma            |         |
| IV       | Tuxpan              | Margarita Morán López            |         |
| V        | Santiago Ixcuintla  | Eduardo Lugo López               |         |
| VI       | Tepic               | Jorge Armando Ortiz Rodríguez    |         |
| VII      | Tepic               | Javier Hiram Mercado Zamora      |         |
| VIII     | Tepic               | Erika Leticia Jiménez Aldaco     |         |
| IX       | Tepic               | Adán Zamora Romero               |         |
| X        | San Blas            | José Antonio Barajas López       |         |
| XI       | Tepic               | María de la Luz Verdín Manjarréz |         |
| XII      | Tepic               | Rodolfo Pedroza Ramírez          |         |
| XIII     | Santa María del Oro | Adahan Casas Rivas               |         |
| XIV      | Xalisco             | Heriberto Castañeda Ulloa        |         |
| XV       | Compostela          | Rosa Mirna Mora Romano           |         |
| XVI      | Ixtlán del Río      | Marisol Sánchez Navarro          |         |
| XVII     | Bucerías            | Ana Yusara Ramírez Salazar       |         |
| XVIII    | Mezcales (Nayarit)  | Ismael Duñalds Ventura           |         |

### Candidatos de Mayoría Relativa
| Distrito                             |                                |                                     |                                |                                       |                                      |                                       |                                     |                                              |                                     |                               |                                 |                              |                            |
| I                                    | ANGELICA PERALTA MARTINEZ      | HABACUC MELCHISEDEC CONTRERAS PEREZ | Sin Candidato                  | Sin Candidato                         | Sin Candidato                        | LUZ MARIA CASTILLON LOPEZ             | MANUEL RAMON SALCEDO OSUNA          | JESUS HELEODORO CASTAÑEDA LOPEZ              | CORA CECILIA PINEDO ALONSO          | Sin Candidato                 | Sin Candidato                   | Sin Candidato                | Sin Candidato              |
| II                                   | JESSICA YANETH DE DIOS MURILLO | LUCIO SANTANA ZUÑIGA                | Sin Candidato                  | Sin Candidato                         | Sin Candidato                        | OSCAR FELIX DIAZ HERRERA              | PABLO GALVAN AYALA                  | ANTONIO HUIZAR CASTREJON                     | VICTOR MANUEL AMPARO TELLO          | Sin Candidato                 | Sin Candidato                   | Sin Candidato                | Sin Candidato              |
| III                                  | LIBRADO CASAS LEDEZMA          | MA. ANGELA RAMIREZ ROBLES           | Sin Candidato                  | Sin Candidato                         | Sin Candidato                        | MONICA NAYELI ARCADIA DELGADO         | LORENA VILLARREAL RODRIGUEZ         | AGUSTIN CARRILLO VALDEZ                      | ANTONIO DE LA ROSA DIAZ             | Sin Candidato                 | Sin Candidato                   | Sin Candidato                | Sin Candidato              |
| IV                                   | MARGARITA MORAN FLORES         | MARGARITA FLORES SANCHEZ            | Sin Candidato                  | Sin Candidato                         | Sin Candidato                        | LUIS OSVALDO RODRIGUEZ PRECIADO       | ELSA MARGARITA AVILA MOJARRAS       | ALEJANDRA DE LA TORRE GUERRERO               | JESUS CEJA PEREZ                    | Sin Candidato                 | Sin Candidato                   | Sin Candidato                | Sin Candidato              |
| V                                    | EDUARDO LUGO LOPEZ             | ELIAS SALAS AYON                    | Sin Candidato                  | Sin Candidato                         | Sin Candidato                        | JULIA ANABEL SUAREZ ANGUIANO          | MA MAGDALENA HIDALGO HERNANDEZ      | IRIS ALEJANDRA NAVARRETE DE LA TORRE         | GERARDO SANCHEZ CORTES              | Sin Candidato                 | Sin Candidato                   | Sin Candidato                | Sin Candidato              |
| VI                                   | JORGE ARMANDO ORTIZ RODRIGUEZ  | Sin Candidato                       | ROY ARGEL GOMEZ OLGUIN         | RODOLFO AVEDOY CORTEZ                 | JOSE EMMANUEL DELGADILLO LOPEZ       | LUIS ANTONIO GONZALEZ GONZALEZ        | MOISES DE LOS REYES CARRILLO CASTRO | XITLALY ANAID LOPEZ HERNANDEZ                | GABRIEL DE JESUS ECHEVERRIA SANTANA | LUCIANO CHAVEZ SENICEROS      | MARCO TULIO GUERRERO CORONA     | Sin Candidato                | Sin Candidato              |
| VII                                  | JAVIER HIRAM MERCADO ZAMORA    | Sin Candidato                       | ANGELICA MONTES RENTERIA       | DAVID GARCIA PAEZ                     | NANCY ARMIDA PLASCENCIA RAMIREZ      | JORGE ANTONIO GOMEZ URIBE             | JOSE DE JESUS PEREZ LOPEZ           | BERNARDO BAÑUELOS MARTINEZ                   | Elvia Karina Jasso Guzmán           | EDWIN DANIEL PARTIDA CARRILLO | LUIS ALEJANDRO GANDARA ALVARADO | Sin Candidato                | Sin Candidato              |
| VIII                                 | ERIKA LETICIA JIMENEZ ALDACO   | Sin Candidato                       | GERARDO HERNAN AGUIRRE BARRON  | MARGARITA DELGADO PEREZ               | XAVIER FANTXESKA DE GANDIAGA HORTA   | MARIA DE LOS ANGELES ARRIAGA CUEVAS   | JULIO CESAR MEDINA RODRIGUEZ        | JOSE ALONSO ARELLANO CORTES                  | KARIM MANUEL BEJAR SANDOVAL         | JORGE ESPAÑA GARCIA           | Sin Candidato                   | Sin Candidato                | Sin Candidato              |
| IX                                   | ADAN ZAMORA ROMERO             | Sin Candidato                       | ALICIA VILLASEÑOR RUVALCABA    | MANUEL PLANTILLAS NAVA                | CATARINA BERNAL OROZCO               | FRANCISCO SOLIS HERNANDEZ             | HUGO ALBERTO RODRIGUEZ MURRAY       | JULIO CESAR LARA HERNANDEZ                   | ANGEL ALAIN ALDRETE LAMAS           | DIGNA ALDRETE BARRERA         | JOSE ALFREDO MADRIGAL ZAMBRANO  | Sin Candidato                | Sin Candidato              |
| X                                    | JOSE ANTONIO BARAJAS LOPEZ     | Sin Candidato                       | ROSA GUILLERMINA DUEÑAS JOYA   | MARIA DE LOS ANGELES MONTOYA CHIQUETE | JOSE MANUEL HERRERA LOPEZ            | MIRIAM GUZMAN SANCHEZ                 | MA MARTHA GASCON ESPINO             | ALVARO ARTIGAS ASCAÑO                        | ALEJANDRA MURILLO OLMEDA            | RAMIRO ALEJANDRO LARA JIMENEZ | Sin Candidato                   | Sin Candidato                | Sin Candidato              |
| XI                                   | MA DE LA LUZ VERDIN MANJARREZ  | Sin Candidato                       | KARINA ESPERANZA GARCIA ESPAÑA | SERGIO MARTIN ZAMORA SANTOYO          | RAMON GARCIA JUAREZ                  | CARLOS ALBERTO FLORES SANTOS          | LUIS ENRIQUE MIRAMONTES VAZQUEZ     | NEREIDA LOERA SALCEDO                        | JOSE FERNANDO OROZCO GONZALEZ       | RUBEN GONZALEZ IBARRA         | LUIS ENRIQUE CASTRO ALMAGUER    | MARIA DE LOURDES LEAL MACIAS | CELSO MANUEL SEGURA TEJEDA |
| XII                                  | RODOLFO PÉDROZA RAMIREZ        | Sin Candidato                       | DANIELA RAFAELA GURROLA GOMEZ  | HEYDI RUBY BAÑUELOS CARLOS            | LUZ MARIA BEATRIZ ALVAREZ LEPE       | CESAR ALEJANDRO AGUIAR LARIOS         | ALFREDO GONZALEZ GONZALEZ           | MARIA ANGELICA CUREÑO SOTELO                 | VICTOR HUGO MARTINEZ ALATORRE       | JAVIER BELLOSO LOPEZ          | ZAIDA YADIRA GARCÍA VALDERRAMA  | Sin Candidato                | Sin Candidato              |
| XIII                                 | IXCHEL FREGOSO MONCADA         | Sin Candidato                       | ADAHAN CASAS RIVAS             | JAVIER CASTAÑEDA IBARRA               | EMILIA MONCADA ESTRADA               | GRACIELA GUADALUPE HERRERA GONZALEZ   | ESPERANZA ISLAS LEDON               | MA. DE JESUS AVIÑA PRADO                     | RAUL ERNESTO VILLA VILLEGAS         | Sin Candidato                 | Sin Candidato                   | Sin Candidato                | Sin Candidato              |
| XIV                                  | HERIBERTO CASTAÑEDA ULLOA      | Sin Candidato                       | MANUEL GARCIA NOLASCO          | MARIA DE LOS ANGELES HUERTA RAMOS     | JOSE MANUEL QUINTANILLA RENTERIA     | CLAUDIA ELIZABETH PEÑA VILLASEÑOR     | MARIA GERALDINE PONCE MENDEZ        | MARIA DOLORES DEL REFUGIO GARCIA TURRUBIATES | MARIA ROSA ELVIRA SANCHEZ MARTINEZ  | GILBERTO LOPEZ RUELAS         | Sin Candidato                   | Sin Candidato                | Sin Candidato              |
| XV                                   | ROSA MIRNA MORA ROMANO         | Sin Candidato                       | JORGE LEANDRO GARCIA SANCHEZ   | MARIA DEL SOCORRO GONZALEZ MOJARRO    | FRANCISCO JAVIER COVARRUBIAS BRISEÑO | JUAN ANTONIO MURRAY NUÑEZ             | CAMILO SALAZAR FIGUEROA             | LEON MADRIGAL QUINTERO                       | ROSALINA ARCINIEGA DE DIOS          | Sin Candidato                 | Sin Candidato                   | Sin Candidato                | Sin Candidato              |
| XVI                                  | MARISOL SÁNCHEZ NAVARRO        | Sin Candidato                       | HUGO VILLAGRAN BERNAL          | KATIA YARELI LUPITA ALVAREZ MEZA      | LETICIA MONTAÑO SERRANO              | VENUS LILIANA ALFARO ZAPIEN           | ROSA GUADALUPE VALDERRAMA LOPEZ     | JENNY GRAGEDA GONZALEZ                       | SALVADOR VALLEJO PARRA              | Sin Candidato                 | Sin Candidato                   | Sin Candidato                | Sin Candidato              |
| XVII                                 | ANA YUSARA RAMIREZ SALAZAR     | Sin Candidato                       | JEANNIE CARRILLO VARGAS        | LUIS ALBERTO ARRIZON GONZALEZ         | DALILA HERNANDEZ CAMPOS              | CLAUDIA ANGÉLICA DÍAZ DE SANDI NEUMAN | ROCIO MONTEJANO ALVARADO            | FORTUNATO GOMEZ GUTIERREZ                    | MARIA GUADALUPE RAMIREZ CABELLO     | YOSEF AMÍN FLORES VERDUZCO    | Sin Candidato                   | Sin Candidato                | Sin Candidato              |
| XVIII                                | ISMAEL DUÑALDS VENTURA         | Sin Candidato                       | MONICA SELENE SALDAÑA TAPIA    | ROXANA PATRICIA PEREZ LOPEZ           | JOSE LEVY DELGADO MEZA               | GENARO PARRA COVARRUBIAS              | CARMINA YADIRA REGALADO MARDUEÑO    | MIRIAM MORA GARCIA                           | MARTIN RENTERIA                     | Sin Candidato                 | Sin Candidato                   | Sin Candidato                | Sin Candidato              |
| Fuente: Instituto Nacional Electoral |                                |                                     |                                |                                       |                                      |                                       |                                     |                                              |                                     |                               |                                 |                              |                            |